# Gortatowo (województwo wielkopolskie)
Gortatowo – wieś w Polsce położona w województwie wielkopolskim, w powiecie poznańskim, w gminie Swarzędz.
Nazwa wsi ma charakter dzierżawczy i pochodzi od imienia Gothard, który być może był właścicielem wsi lub jej założycielem. Wzmiankowana była w 1353 roku jako Gotharthowo. Początkowo była to własność szlachecka, a następnie przynależała do kapituły poznańskiej katedry. Wieś duchowna Gotartowo położona była w 1580 roku w powiecie poznańskim województwa poznańskiego. W latach 1975–1998 miejscowość administracyjnie należała do województwa poznańskiego.
Położona w sąsiedztwie doliny rzeki Cybiny. Ze skarpy nad doliną rozciąga się widok na rozlewiska rzeki.
Na terenie wsi znajduje się cmentarz komunalny gminy Swarzędz.